# Websidedesign
 Der er for få eller ingen kildehenvisninger i denne artikel, hvilket er et problem. Du kan hjælpe ved at angive troværdige kilder til de påstande, som fremføres i artiklen.

Websidedesign handler om, hvordan man udvikler en webside. Man skelner normalt mellem sidens visuelle indtryk, hvor grafisk design-teori gør sig gældende, og den programmering, der skal få siden til egentlig at fungere. Formålet er at skabe en virkning, der gør sig gældende for alle siderne i websiden, så det samme udseende og de samme funktioner let kan genkendes over hele produktet. Dette er ikke altid tilfældet, men formålet er at designe en sammenhængende pakke af sider med informationer til internettet. At forstå identitetsdesign er en vigtig del af webside-design.